# Adorrhinyptia fusca
Adorrhinyptia fusca är en skalbaggsart som beskrevs av Gilbert John Arrow 1917. Adorrhinyptia fusca ingår i släktet Adorrhinyptia och familjen Rutelidae. Inga underarter finns listade i Catalogue of Life.